# Andrena gardineri
Andrena gardineri là một loài Hymenoptera trong họ Andrenidae. Loài này được Cockerell mô tả khoa học năm 1906.

## Hình ảnh

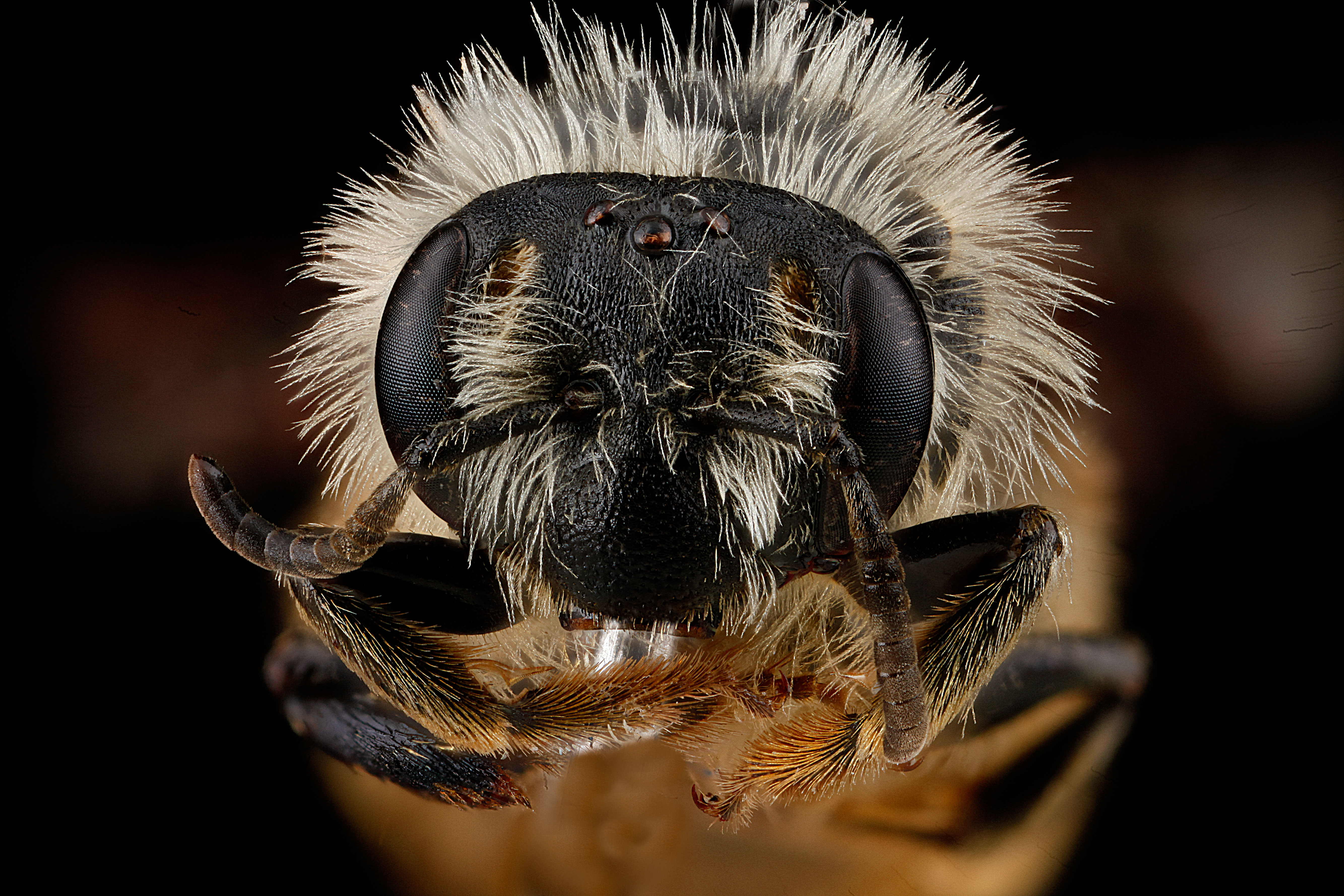
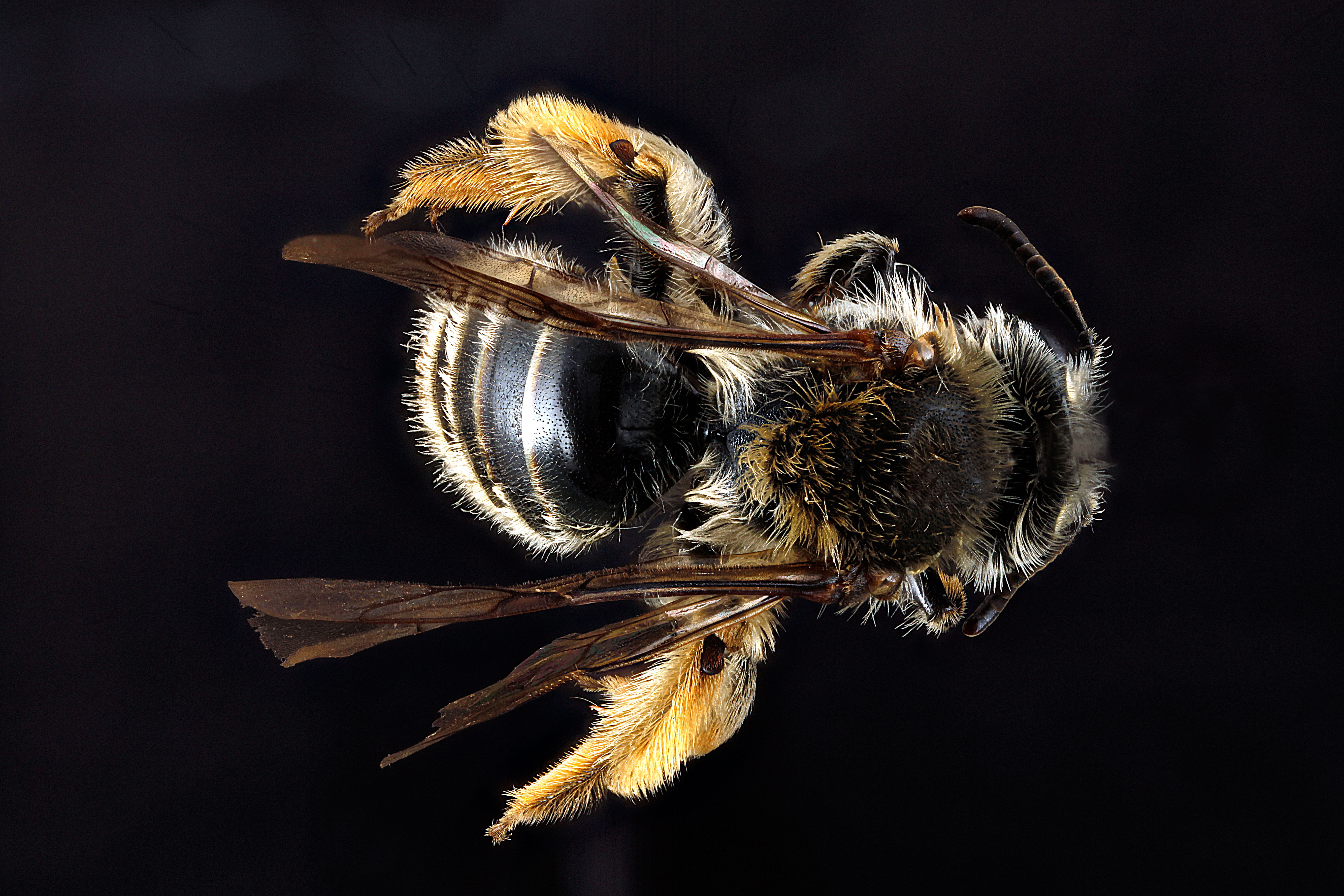
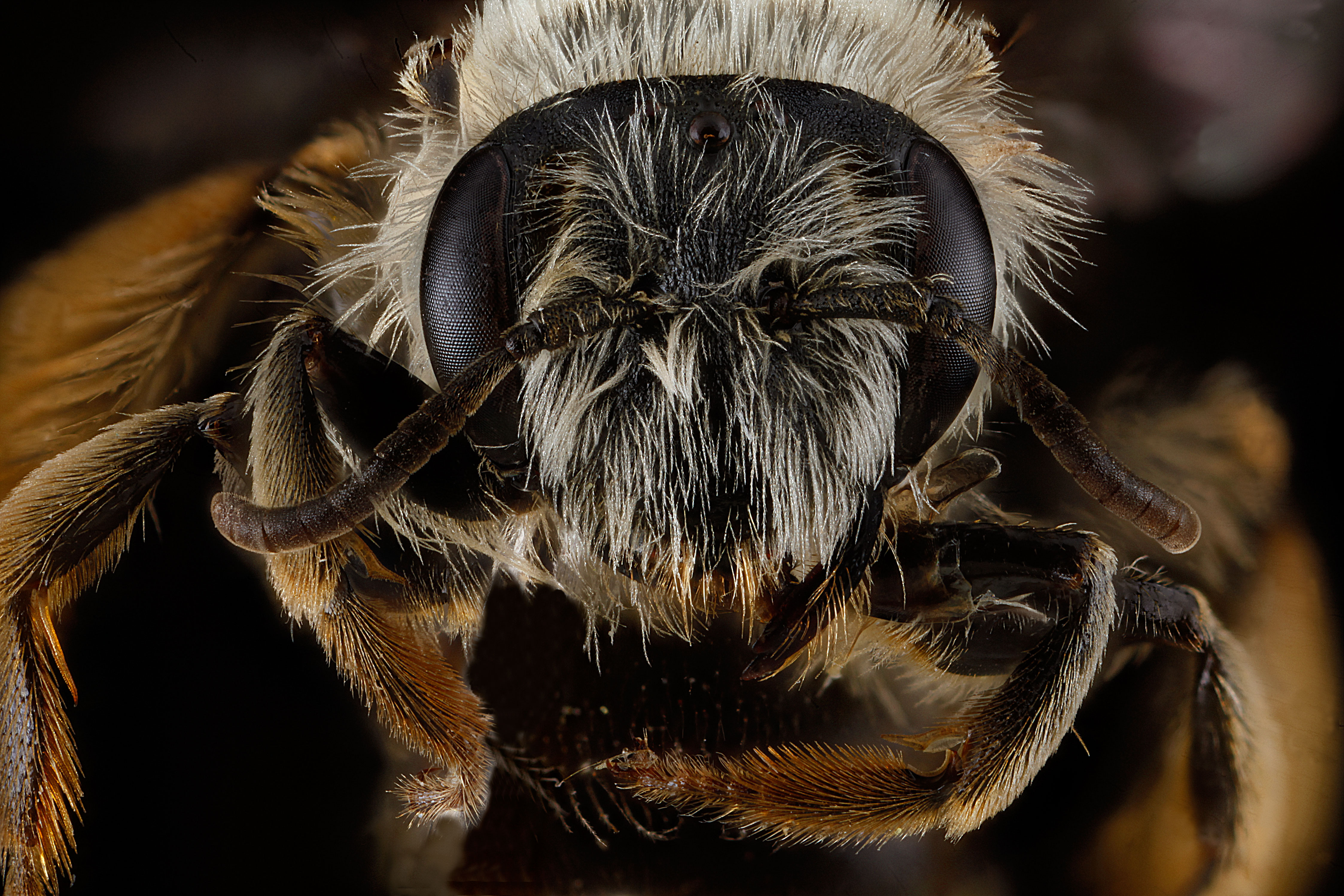
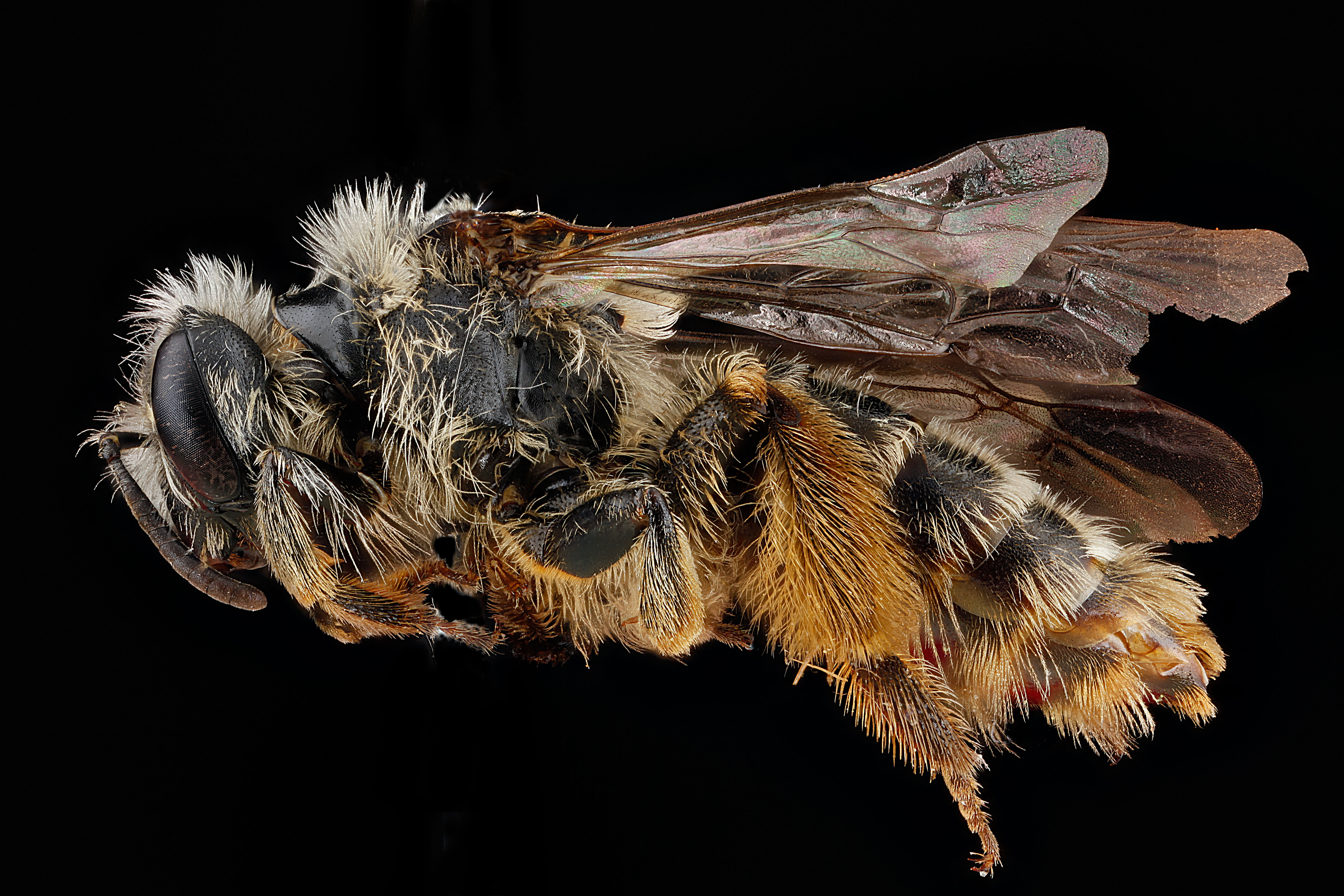